# Nakasendō
Nakasendō (jap. 中山道 droga wśród gór), również zwana Kisokaidō (Kiso Kaidō) (jap. 木曾街道) – jedna z pięciu arterii (zwanych wspólnie Gokaidō) w Japonii w okresie Edo łączących stolicę kraju z innymi prowincjami. Podróżowało nią wielu sławnych ludzi, np. poeta Bashō Matsuo. Znaczna liczba podróżujących (zwłaszcza kobiety) wybierała Nakasendō, gdyż podczas wędrówki przez nią nie trzeba było przeprawiać się przez żadną rzekę.

Przebieg szlaku

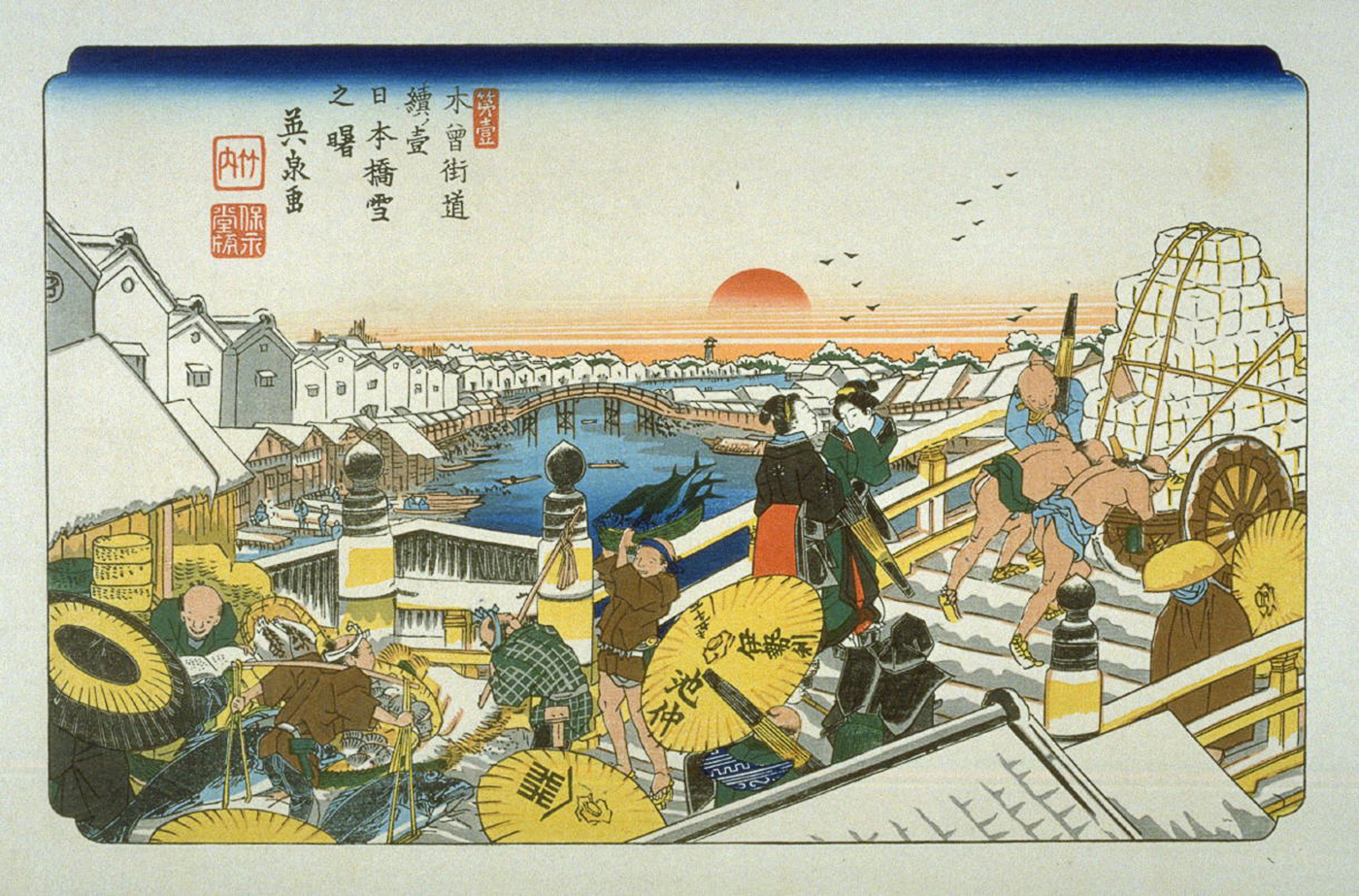
Początek Kiso Kaidō w Nihonbashi (ob. dzielnica Tokio)

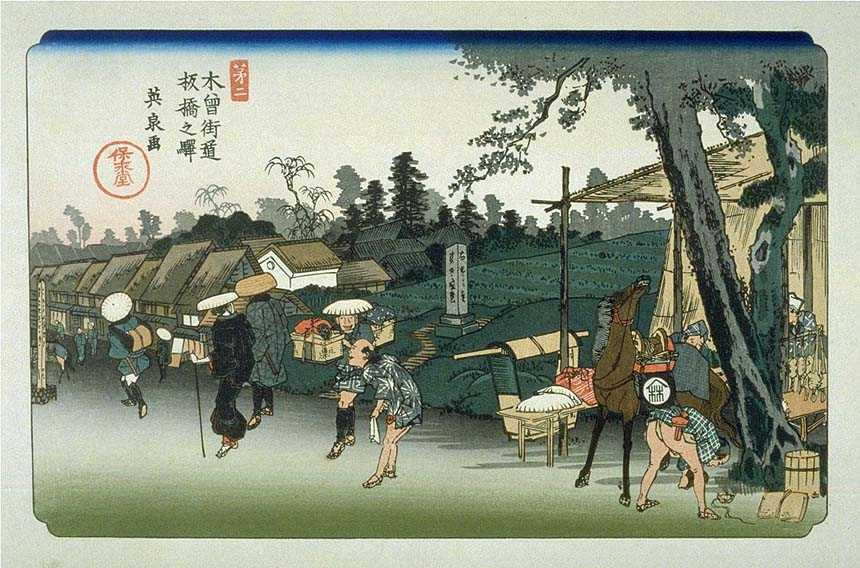
Stacja nr 1 w Itabashi (ob. dzielnica Tokio)

Droga prowadziła przez Alpy Japońskie (stąd jej japońska nazwa) oraz przez prowincje: Musashi, Kōzuke, Shinano, Mino i Ōmi. Na drodze istniało 69 oficjalnych stacji (shukuba) oferujących podróżnym odpoczynek, nocleg, wyżywienie, usługi transportowe. Obecnie Nakasendō prowadzi przez prefektury: Saitama, Gunma, Nagano, Gifu i Shiga. Długość Nakasendō to około 530 km. W przeszłości przejście całej drogi zajmowało podróżnym od 18 do 20 dni.

## Budowa Nakasendō
Na początku okresu Edo w Japonii zachodziły istotne zmiany polityczne i ekonomiczne, zmieniał się system prawny oraz nastąpił szybki rozwój kultury i sztuki. Unowocześniono także prawie tysiącletni system dróg. „Pięć Dróg” zostało oficjalnymi traktami przeznaczonymi dla sioguna, daimyō oraz aby zapewnić siogunatowi Tokugawa sieć komunikacyjną, potrzebną do stabilizacji i rządzenia krajem. Jedną z tych dróg była Nakasendō biegnąca od Edo, siedziby rządu, przez centralne pasmo górskie na Honsiu, do Kioto stanowiącego siedzibę cesarza.
Do czasu ustanowienia systemu dróg Gokaidō, istniało wiele krótszych dróg łączących miasta na różnych dystansach. Kisoji (木曽路) była takim szlakiem, którego wszystkie jedenaście stacji stały się częścią Nakasendō (Kiso Kaidō). Nazwa Nakasendō jest używana do dziś. W przeszłości była zapisywana dwoma sposobami: 中山道 i 中仙道. Siogunat Tokugawa ustanowił zapis 中山道 jako oficjalną nazwę w 1716 roku.

## Nakasendō współcześnie

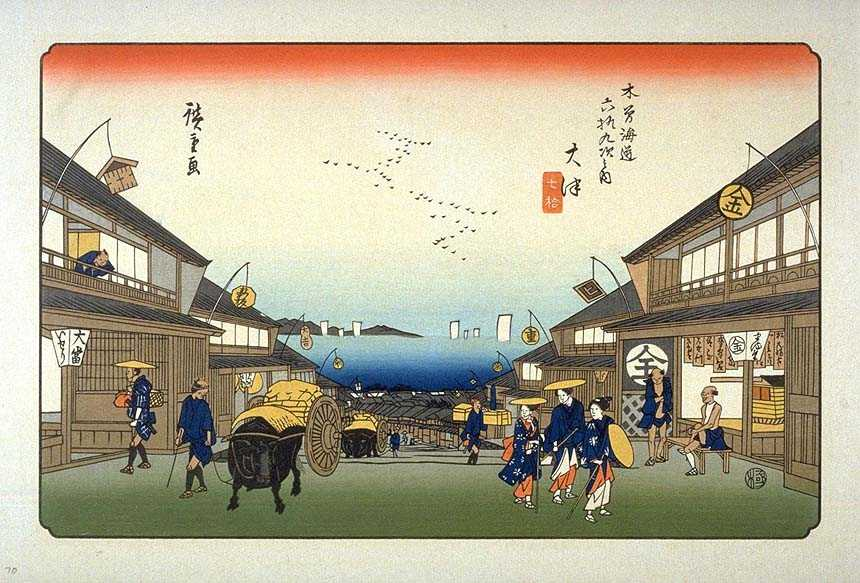
Ostatnia stacja w Ōtsu

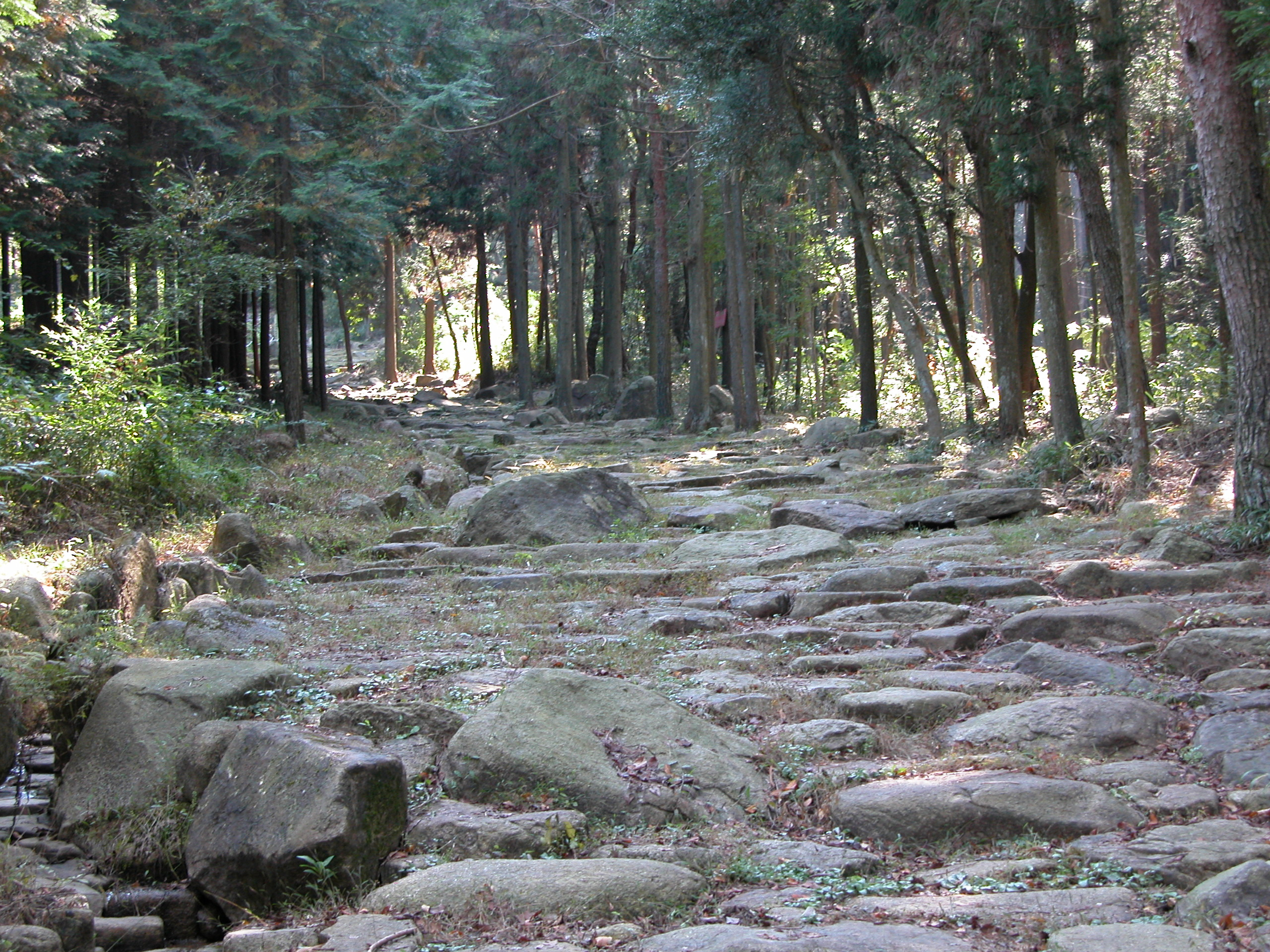
Fragment traktu obecnie z oryginalnym brukiem ishi-datami

Jakkolwiek większa część trasy została bezpowrotnie utracona, kilka odcinków zachowało się do dziś w swojej oryginalnej formie. Najbardziej znany jest fragment w dolinie rzeki Kiso w prefekturach Nagano i Gifu. Około 8-kilometrowy odcinek pomiędzy Tsumago-juku a Magome-juku można pokonać pieszo w ciągu 2–3 godzin po odnowionym ishi-datami, w lesie, z widokami na liczne wodospady. Obie miejscowości zachowały tradycyjną architekturę zlokalizowaną wokół centralnej osi drogi.
Znaczna część Nakasendō nie istnieje już w swojej starożytnej formie, lecz wiele współczesnych dróg krajowych podąża tą trasą:
- Droga Krajowa nr 17: Od Tokio do Takasaki (Prefektura Gunma)
- Droga Krajowa nr 18: Od Takasaki do Karuizawa (Prefektura Nagano)
- Droga Krajowa nr 142: Od Saku do Shimosuwa (Prefektura Nagano)
- Droga Krajowa nr 20: Od Shimosuwa do Shiojiri (Prefektura Nagano)
- Droga Krajowa nr 19: Od Shiojiri do Ena (Prefektura Gifu)
- Droga Krajowa nr 21: Od Mitake (Prefektura Gifu) do Maibara (Prefektura Shiga)
- Droga Krajowa nr 8: Od Maibara do Kusatsa (Prefektura Shiga)
- Droga Krajowa nr 1: Od Kusatsu do Kioto